# مهران، مستچاه
مِهران (به لاتین: Mehron) یک منطقهٔ مسکونی در تاجیکستان است که در ولایت سغد واقع شده‌است.